# 1599 Giomus
Az 1599 Giomus (ideiglenes jelöléssel 1950 WA) a Naprendszer kisbolygóövében található aszteroida. Louis Boyer fedezte fel 1950. november 17-én, Algírban.